# 빅터 조리

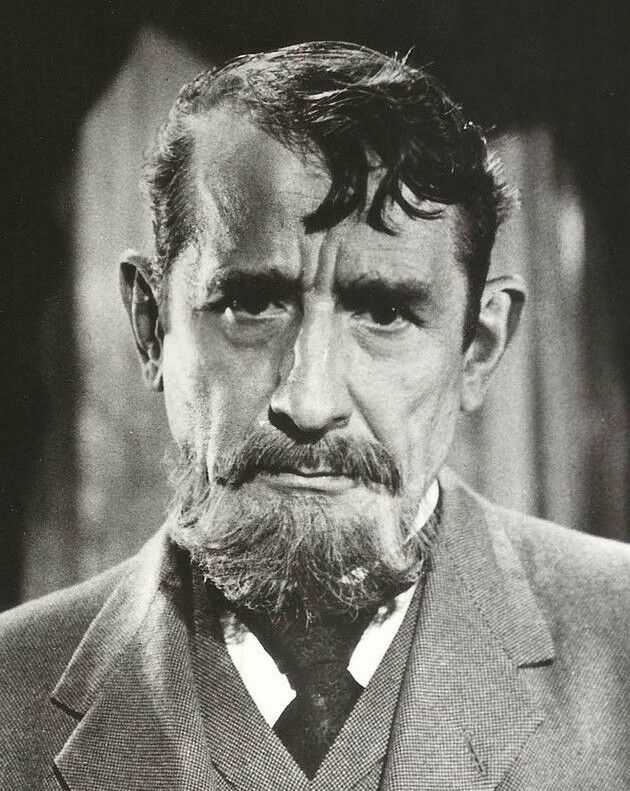

빅터 조리(Victor Jory, 1902년 11월 23일 ~ 1982년 2월 12일)는 캐나다의 배우, 연극 배우, 영화배우, 각본가, 작곡가, 영화 감독, 텔레비전 배우이다.
도슨시티에서 태어났으며 샌타모니카에서 사망하였다. 사인은 심근 경색이다.

## 영화
- 데블 독: 지옥의 사냥개 (1978년)
- 빠삐용 (1973년) - 인디언 두목 역
- 샤이안 (1964년)
- 미라클 워커 (1962년)
- 더 뉴 브리드 (1961년)
- 보난자 (1959년)
- 퍼기브 카인드 (1959년)
- 클라이막스! (1954년)
- 더 맨 프롬 더 알라모 (1953년)
- 여인의 비밀 (1949년)
- 캐나다 평원 (1949년)
- 스튜디오 원 (1948년)
- 카르멘의 사랑 (1948년)
- 터비 더 튜바 (1947년)
- 샤도우 (1940년)
- 닷지 시티 (1939년)
- 수잔나 오브 더 마운티스 (1939년)
- 바람과 함께 사라지다 (1939년)
- 톰 소여의 모험 (1938년)
- 한여름 밤의 꿈 (1935년)
- 어느 박람회장에서 생긴 일 (1933년)